# Hans Grundig
Hans Grundig (19. února 1901 Drážďany – 11. září 1958 Berlín) byl německý malíř a grafický designér. V roce 1937 byla jeho díla spolu s mnoha dalšími vystavena na výstavě Entartete Kunst v Mnichově. V roce 1958 byl oceněn Cenou Heinricha Manna.

## Život a dílo
Grundig zprvu dokončil učňovství jako dekorativní malíř u svého otce. V letech 1915 až 1919 studoval v Drážďanech, poté od roku 1920 do roku 1921 na místní umělecké škole pod vedením Maxe Freye. V roce 1922 nastoupil na Akademii výtvarných umění, kde studoval až do roku 1927 u Otty Gussmanna a Otty Hettnera. Jeho umělecká díla byla silně ovlivněna díly Otty Dixe. Stal se politicky aktivním a v roce 1926 vstoupil do KPD. V roce 1928 se oženil s malířkou Leou Langerovou, se kterou byl v roce 1929 jedním ze zakládajících členů Drážďanské asociace revolučních umělců. Jeho práce se změnila z nového objektivního mladého umělce na zástupce empaticky proletářsko-revolučního umění. V roce 1932 se v Moskvě zúčastnil výstavy "Revoluční umění v zemích kapitalismu".
Po zabavení moci Národními socialisty v roce 1934 dostal Grundig zákaz profesionální tvorby. Avšak navzdory zákazu pokračoval ve své umělecké práci. Od roku 1934 do roku 1939 vytvořil lept epizody Zvířata a muži. V letech 1935 až 1938 vytvořil triptych Tisíciletá říše, umístěné ve sbírkách muzea Albertina v Drážďanech. Jeho práce používaly realisticky-expresivní zastoupení a měly silné politické reference. Vzhledem k tomu, že Grundigova díla byla v očích vládců považována za "degenerovanou", byla jeho díla v červenci 1937 hanobena na nacistické propagandistické výstavě Entartete Kunst a osm jeho děl bylo zabaveno.
V roce 1940 byl Grundig internován v koncentračním táboře Sachsenhausen. Později velel bataliónu trestanců německého Wehrmachtu a podílel se tak PRŮBĚHU druhé světové války. V roce 1944 přešel k sovětské Rudé armádě. Po skončení druhé světové války se v roce 1946 vrátil do Drážďan a stal se profesorem a rektorem na Drážďanské akademii výtvarných umění. V roce 1948 se musel ze zdravotních důvodů znovu vzdát svých funkcí. V letech 1955 a 1956 napsal autobiografický román Zwischen Karneval und Aschermittwoch (Mezi karnevalem a Popeleční středou). V poválečném období byl Grundig přivlastněn kulturní politikou SED, která ho propagovala jako „hrdinu protifašistického odporu“.
Jeho díla patří mezi základní díla realistického německého umění ve 20. století. Hrob Hanse Grundiga se nachází na hřbitově Heidefriedhof v Drážďanech.

## Ocenění
- 1957: Bronzový vlastenecký záslužný řád
- 1958: Národní cena Německé demokratické republiky II. třídy za jeho práci
- 1958: Cena Heinricha Manna Akademie umění NDR

## Galerie

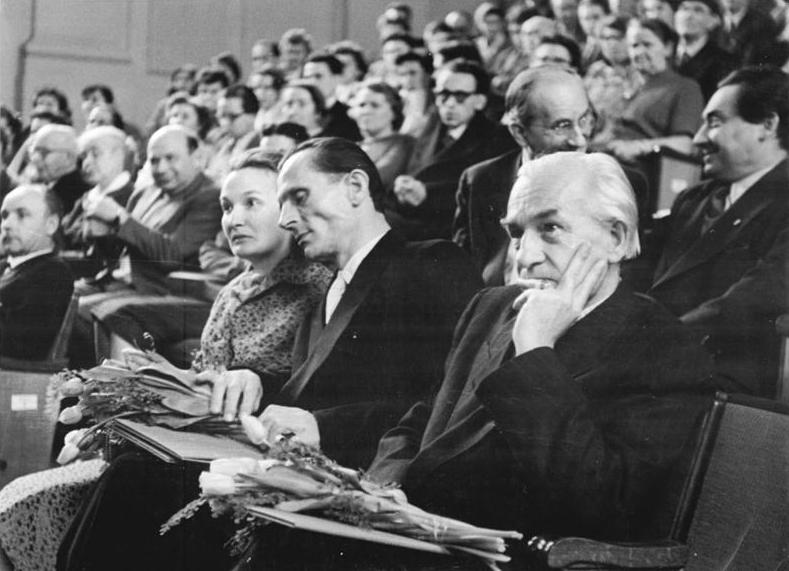
Předávaní Ceny Heinricha Manna, Akademie umění NDR, 1958
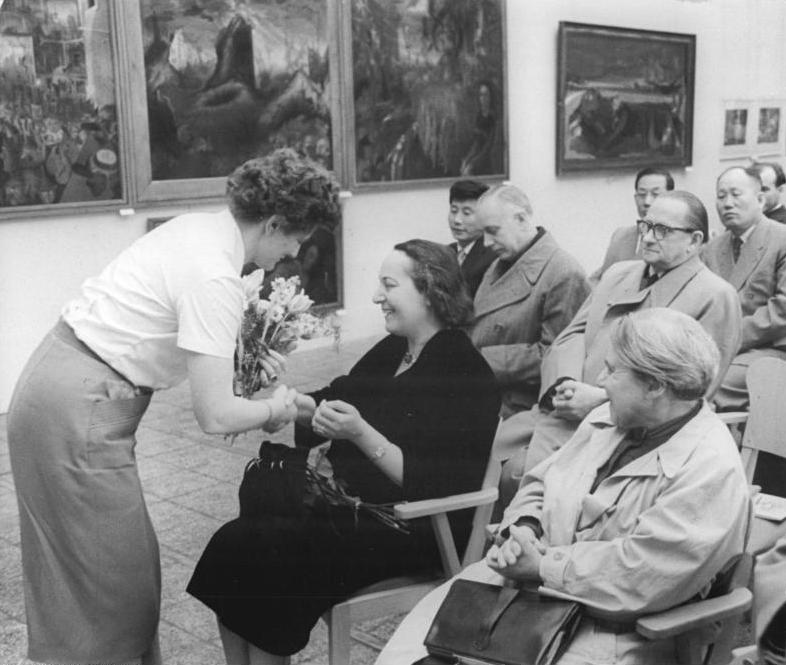
Výstava Ley a Hanse Grundigových, Berlín
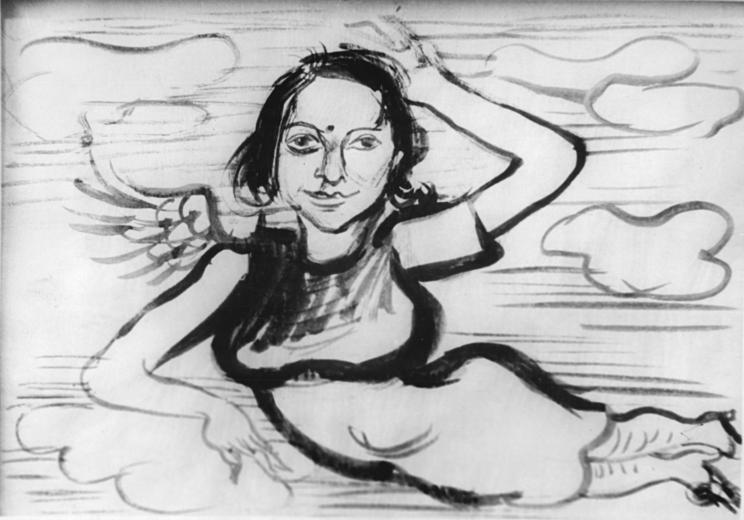
Hans Grundig: Porträt Lea, 1959